# 白色可乐

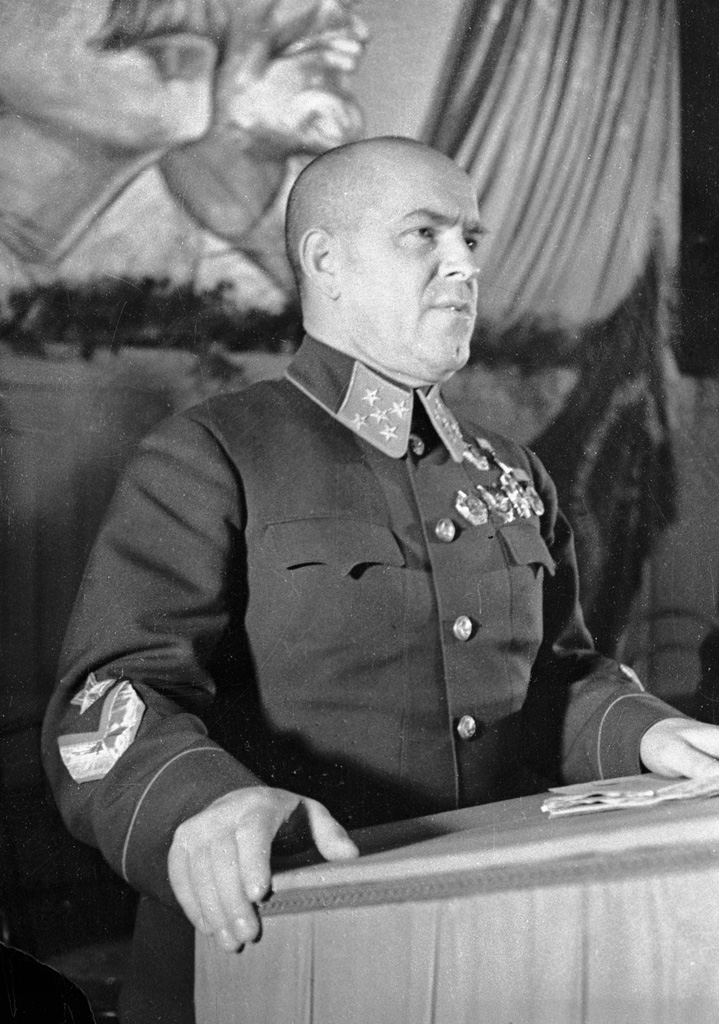
格奥尔基朱可夫元帅（图中所示的徽章为上将 ）在做报告，其要求制造一种无色无标记的变种可口可乐，后来被称为"白色可乐"

白色可乐（羅馬化：Bestsvetnaya koka-kola）是可口可乐公司产生于1940年代的一种特殊可乐。它是应苏联元帅格奥尔基·康斯坦丁诺维奇·朱可夫的需求而诞生的。
在第二次世界大战中，或稍晚时间，在盟军远征军最高指挥官德怀特·艾森豪威尔（也是一位可乐爱好者）的介绍下，朱可夫认识了可口可乐。
正如可口可乐在苏联被视作为一种美帝国主义的象征， 朱可夫显然不愿意作为这种产品的消费者被拍下或报告给史達林。
根据记者汤姆·斯丹基（尽管没有确凿的来源），朱可夫后来询问可口可乐公司是否可以制造包装类似于伏特加的可乐。
朱可夫元帅通过盟军占领奥地利的指挥官馬克·克拉克向哈里·杜鲁门提出了请求。其后，总统的工作人员接触可口可乐公司出口部门经理詹姆斯·法利。 当时，法利正在东南欧洲，包括奥地利监督建立38个可口可乐工厂。 法利将这项任务委派给可口可乐公司的技术主管马拉丁·扎努比卡（Mladin Zarubica）。  1946年，马拉丁被派到奥地利，监督建立一个大型的装瓶厂。 马拉丁雇佣了一个可以去掉可口可乐颜色的化学家，从而可以满足朱可夫元帅的愿望。 
无色版本的可口可乐装瓶使用透明玻璃瓶体,其瓶盖中有一颗白色的五星标志。 瓶子和瓶盖都是在位于布鲁塞尔的库隆库克与西尔公司生产的，第一批白色可乐共生产了50箱。
一个不寻常的情形是，可口可乐公司是在一个特别放宽的条例下通过奥地利同盟国占领军的检查。 因此，白色可乐总是可以顺利地从位于朗巴什的罐装厂和位于维也纳的仓库通过了苏联占领区到达苏联。 虽然进入苏联的所有货物通常需要花了几周来清关，但可口可乐运输从来没有收到干扰。